# Acido corismico
L'acido corismico, più comunemente noto per la sua forma anionica corismato, è un importante intermedio biochimico nel metabolismo di piante e microorganismi.
Nelle piante è un derivato della via dell'acido shikimico e funge da precursore nelle sintesi dei seguenti composti:
- amminoacidi aromatici fenilalanina e tirosina.
- l'indolo i derivati indolici e l'amminoacido aromatico triptofano,
- l'acido 2,3-diidrossibenzoico impiegato nella biosintesi dell'enterobactina
- Il fitormone acido salicilico[2]
- molti alcaloidi e altri metaboliti aromatici.

## Biosintesi
Shikimato → shikimato-3-fosfato → 5-enolpiruvilshikimato-3-fosfato.
La corismato sintasi è l'enzima che catalizza la reazione finale 5-enolpiruvilshikimato-3-fosfato → corismato.
L'enzima isocorismato sintasi catalizza l'isomerizzazione del corismato a isocorismato.